# تیم ملی فوتبال لیتوانی
تیم ملی فوتبال لیتوانی یک تیم فوتبال بین‌المللی است که به نمایندگی از کشور لیتوانی به میدان می‌رود. این تیم زیر نظر فدراسیون فوتبال لیتوانی فعالیت می‌کند.